# Ciyao
Ciyao (kinesiska: 磁窑镇, 磁窑) är en köping i Kina. Den ligger i provinsen Shandong, i den östra delen av landet, omkring 83 kilometer söder om provinshuvudstaden Jinan. Antalet invånare är 84 922. Befolkningen består av 41 887 kvinnor och 43 035 män. Barn under 15 år utgör 14,0 %, vuxna 15-64 år 75 %, och äldre över 65 år 9,0 %.
Genomsnittlig årsnederbörd är 857 millimeter. Den regnigaste månaden är juli, med i genomsnitt 283 mm nederbörd, och den torraste är januari, med 4 mm nederbörd.